# Hypsicera nepalensis
Hypsicera nepalensis är en stekelart som beskrevs av Kusigemati 1985. Hypsicera nepalensis ingår i släktet Hypsicera och familjen brokparasitsteklar. Inga underarter finns listade i Catalogue of Life.